# Jacques Doucet (Modedesigner)

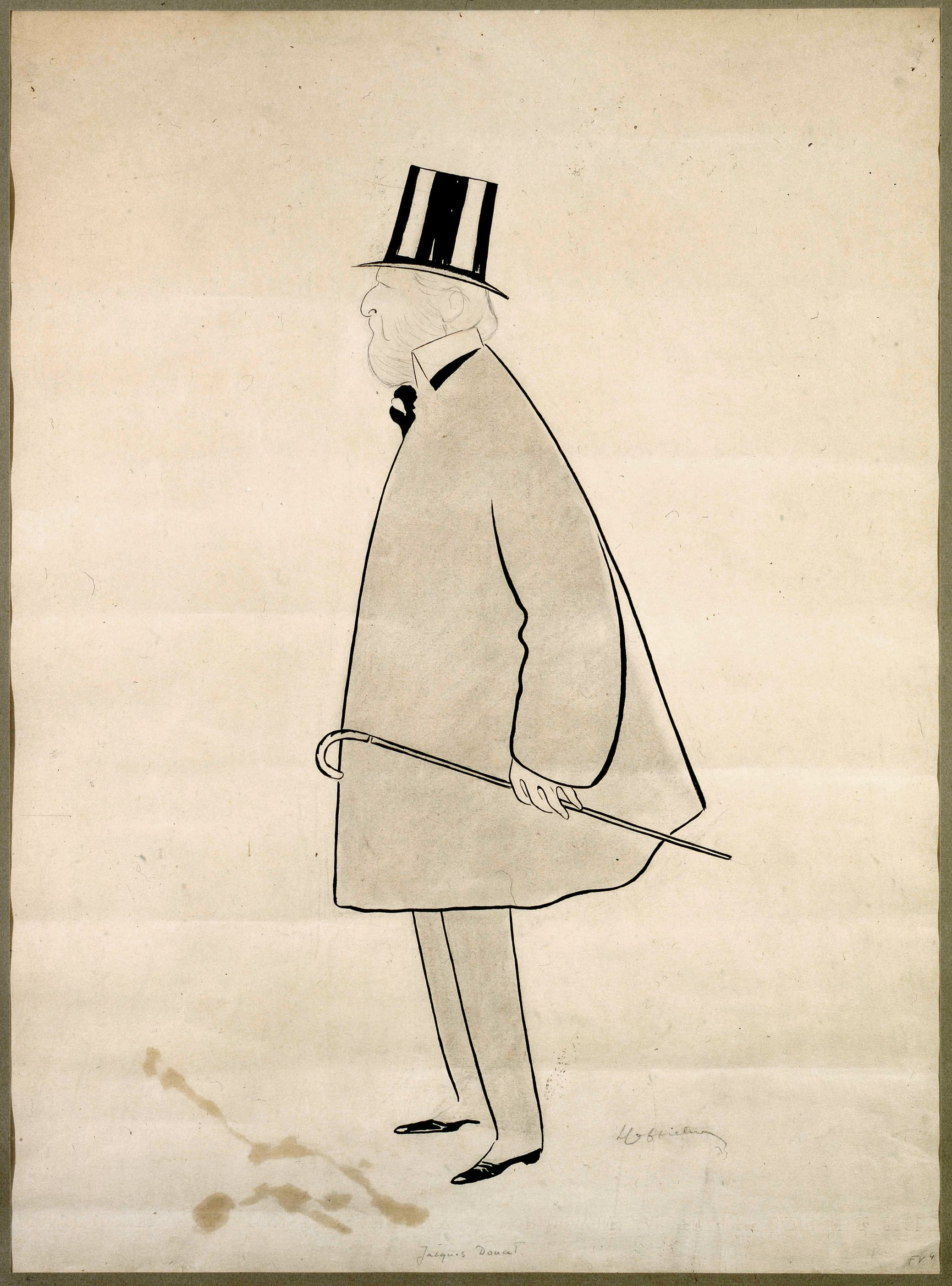
Jacques Doucet (1903), Karikatur von Leonetto Cappiello

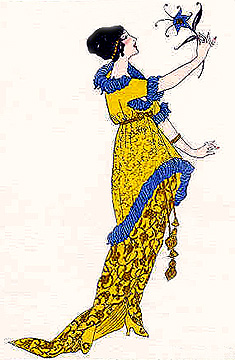
Kreation von Jacques Doucet in La gazette du bon ton, 1912

Jacques Doucet (* 19. Februar 1853 in Paris; † 30. Oktober 1929 ebenda) war ein französischer Modeschöpfer, Kunstsammler und Mäzen.

## Leben und Werk
Jacques Doucet begann seine Karriere mit dem Entwurf von Stoffen und Bühnenkostümen. Bereits 1871 bot er jedoch im Geschäft seines Vaters auch elegante Abendkleider an, die stark von der Mode von Charles Frederick Worth inspiriert waren. Unter dem Eindruck des Designs von Paul Poiret, der von 1896 bis 1900 in seinem Modehaus arbeitete, und der Reformkleidbewegung wendete er sich einem mehr avantgardistischen Stil zu.

## Sammler und Mäzen
Doucet trug als vermögender Mann verschiedene Sammlungen zusammen. Zu seinen großen Leidenschaften gehörte der Aufbau von zwei bedeutenden Bibliotheken. Hierbei wurde er von André Breton unterstützt, der bei ihm halbtags als Bibliothekar arbeitete. Zum einen baute Doucet eine große Kunstbibliothek auf, in der sich Veröffentlichungen zur Kunst, Ausstellungs- und Auktionskataloge, aber auch Handschriften befinden. Insgesamt umfasst diese Sammlung 100.000 Bücher, 15.000 Fotografien, 10.000 Graphiken und 1000 Zeichnungen. Hierzu gehören verschiedene Arbeiten auf Papier von Künstlern wie Henri de Toulouse-Lautrec, Francisco de Goya, Käthe Kollwitz, Carl Larsson Édouard Manet und Paul Gauguin. Diese Sammlung gelangte bereits zu Lebzeiten 1918 als Stiftung an die Universität von Paris und bildete den wesentlichen Grundstock der Kunstbibliothek des heutigen Institut national d’histoire de l’art. Teil dieser Stiftung sind zudem eine Reihe von Porträtskulpturen von Jules Dalou (Portrait Eugène Delacroix), Auguste Rodin (Portrait Jules Dalou) und Antoine Bourdelle (Portrait Jean-Auguste-Dominique Ingres, Portrait Jean-Baptiste Carpeaux). Die zweite Bibliothek von Doucet ist der modernen Literatur gewidmet. Diese vermachte er 1929 ebenfalls der Universität von Paris. Heute steht sie als Bibliothèque littéraire Jacques-Doucet der Öffentlichkeit als Fachbibliothek zur Verfügung.
Darüber hinaus war Doucet ein bedeutender Sammler von Gemälden und Möbeln, mit denen er seine verschiedenen Wohnungen ausstattete. Zunächst bewohnte er ein Apartment in der Pariser Rue de la Paix, dann zog er in die Rue de la Ville-l’Evêque, danach lebte er in der Rue Spontini, wechselte danach in die Avenue du Bois und bewohnte zum Schluss ein Haus in der Rue Saint-James im Vorort Neuilly-sur-Seine. Zu Beginn sammelte Doucet französische Gemälde des 18. Jahrhunderts, darunter Arbeiten von Jean-Honoré Fragonard, Jean Siméon Chardin, Antoine Watteau, Maurice Quentin de La Tour, Hubert Robert und Élisabeth Vigée-Lebrun. Den Großteil dieser Kunstsammlung ließ Doucet 1912 versteigern. Danach widmete er sich vor allem der Kunst des 19. und 20. Jahrhunderts. Beim Aufbau dieser Kunstsammlung wurde er ebenfalls von André Breton beraten. Die Sammlung ging nach seinem Tod an seine Ehefrau Jeanne (1861–1958) und an seine Schwester Marie Dubrujeaud (1854–1937). Diese verkauften einige der Hauptwerken der Sammlung wie die Gemälde Demoiselles d’Avignon von Pablo Picasso (heute Museum of Modern Art, New York), Poissons rouges et palette von Henri Matisse (heute Museum of Modern Art, New York), Une vieille femme avec un chapelet von Paul Cézanne (heute National Gallery, London) oder Iris von Vincent van Gogh (heute J. Paul Getty Museum, Los Angeles). Andere Bilder gingen als Vermächtnis von den Genannten, beziehungsweise vom Neffen Doucets, Jean-Édouard Dubrujeaud, an den französischen Staat und werden heute im Pariser Musée d’Orsay gezeigt. Hierzu gehören Die Schlangenbeschwörerin von Henri Rousseau, eine Ölskizze zu Zirkus von Georges Seurat, Madame Jeantaud vor dem Spiegel von Edgar Degas und Am Strand von Édouard Manet. Ein Teil der Sammlung Doucet überführte der Großneffe Jean Angladon-Dubrujeaud (1906–1979) zusammen mit seiner Frau Paulette Martin (1905–1988) in die Fondation Angladon-Dubrujeaud. Diese Sammlungsbestände sind seit 1996 im Musée Angladon in Avignon der Öffentlichkeit zugänglich.

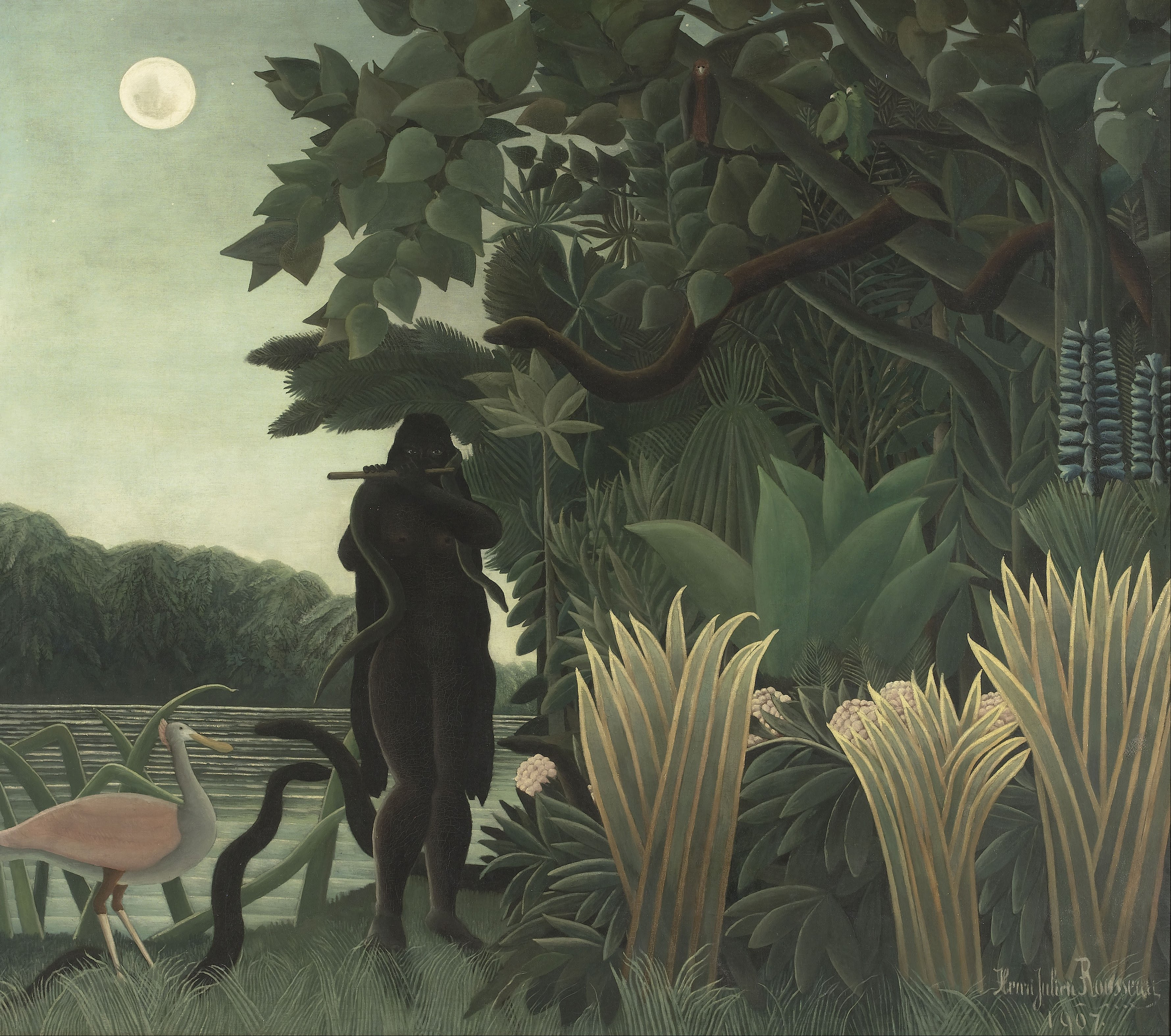
Henri Rousseau: Die Schlangenbeschwörerin
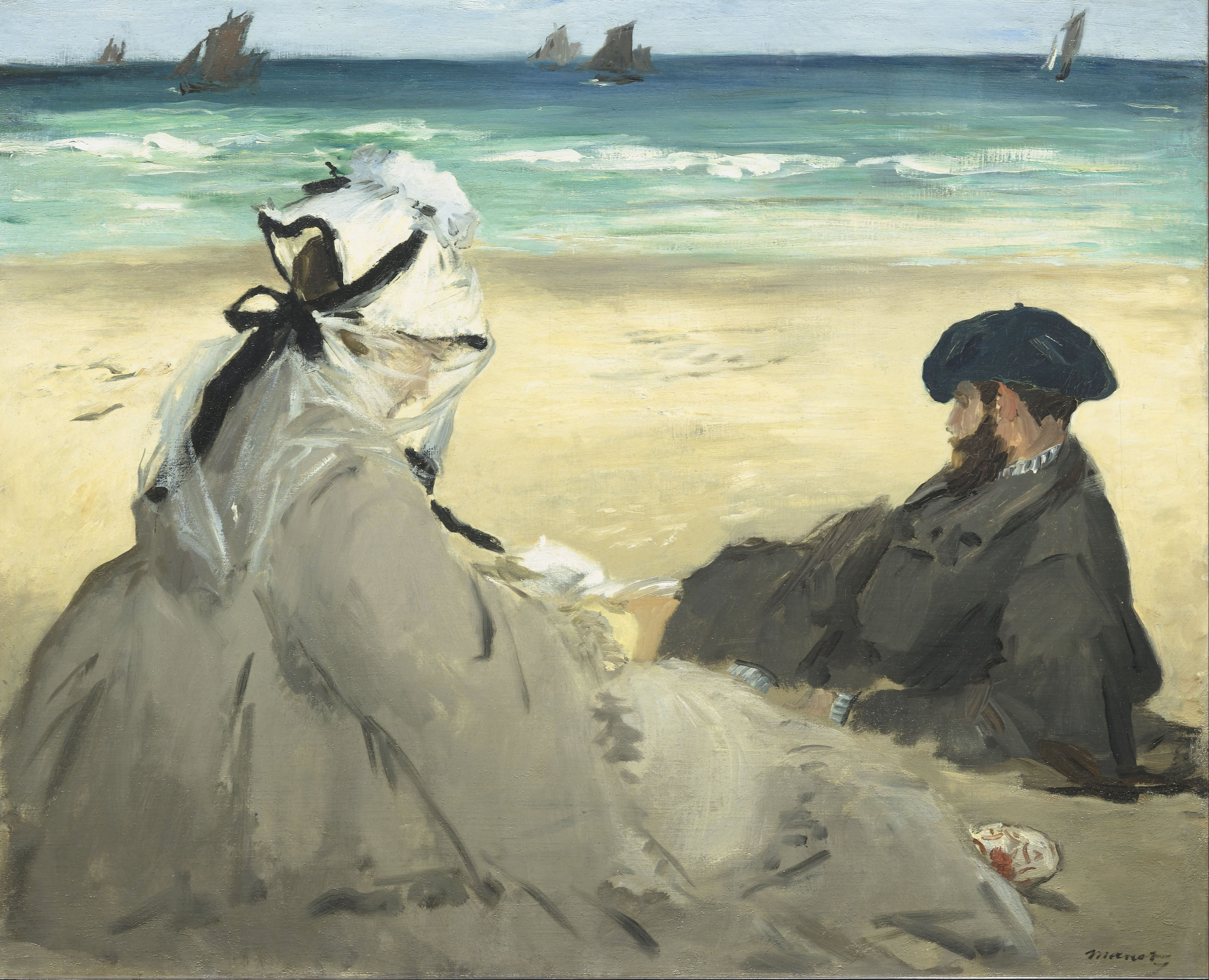
Édouard Manet: Am Strand
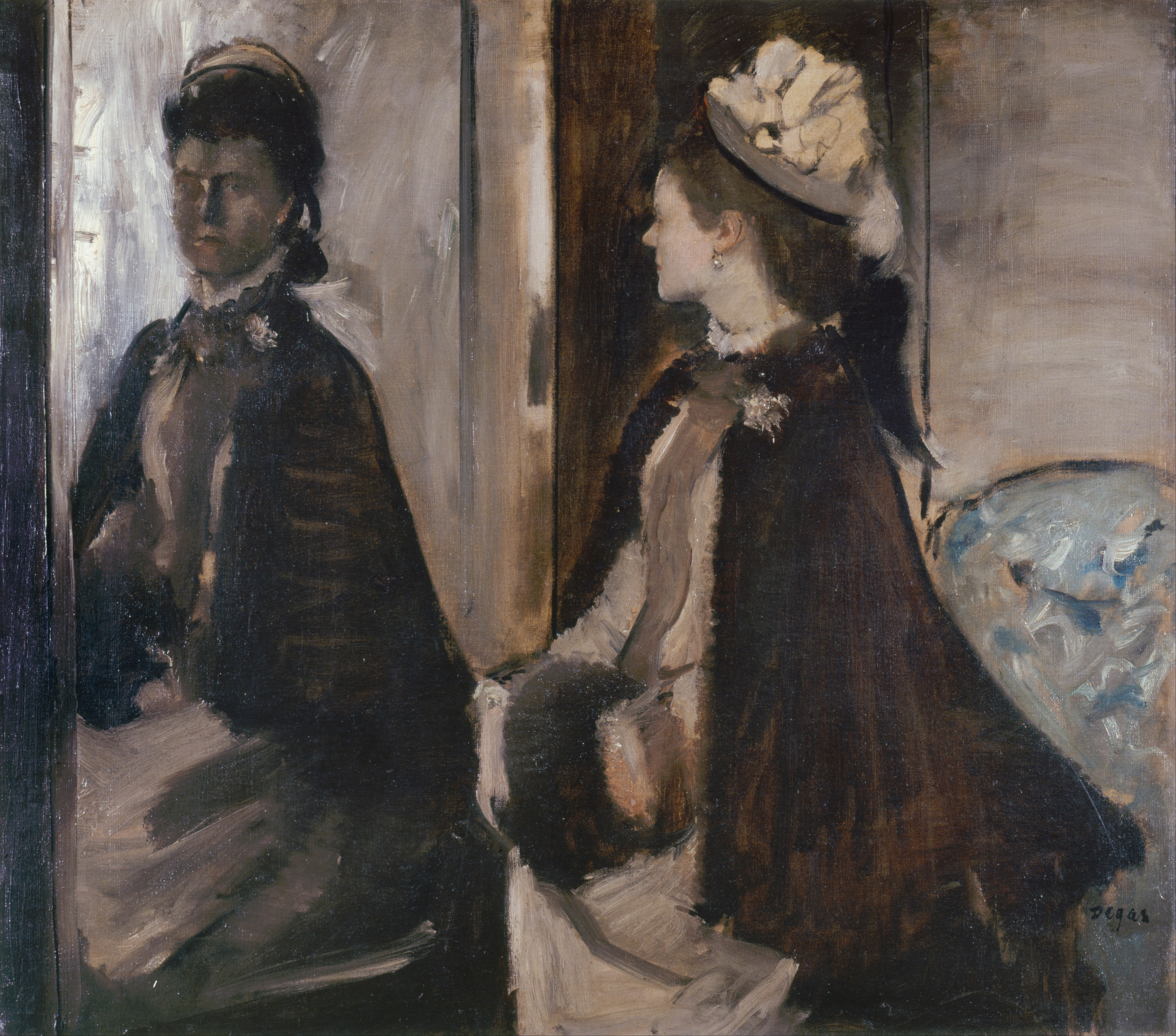
Edgar Degas: Madame Jeantaud vor dem Spiegel
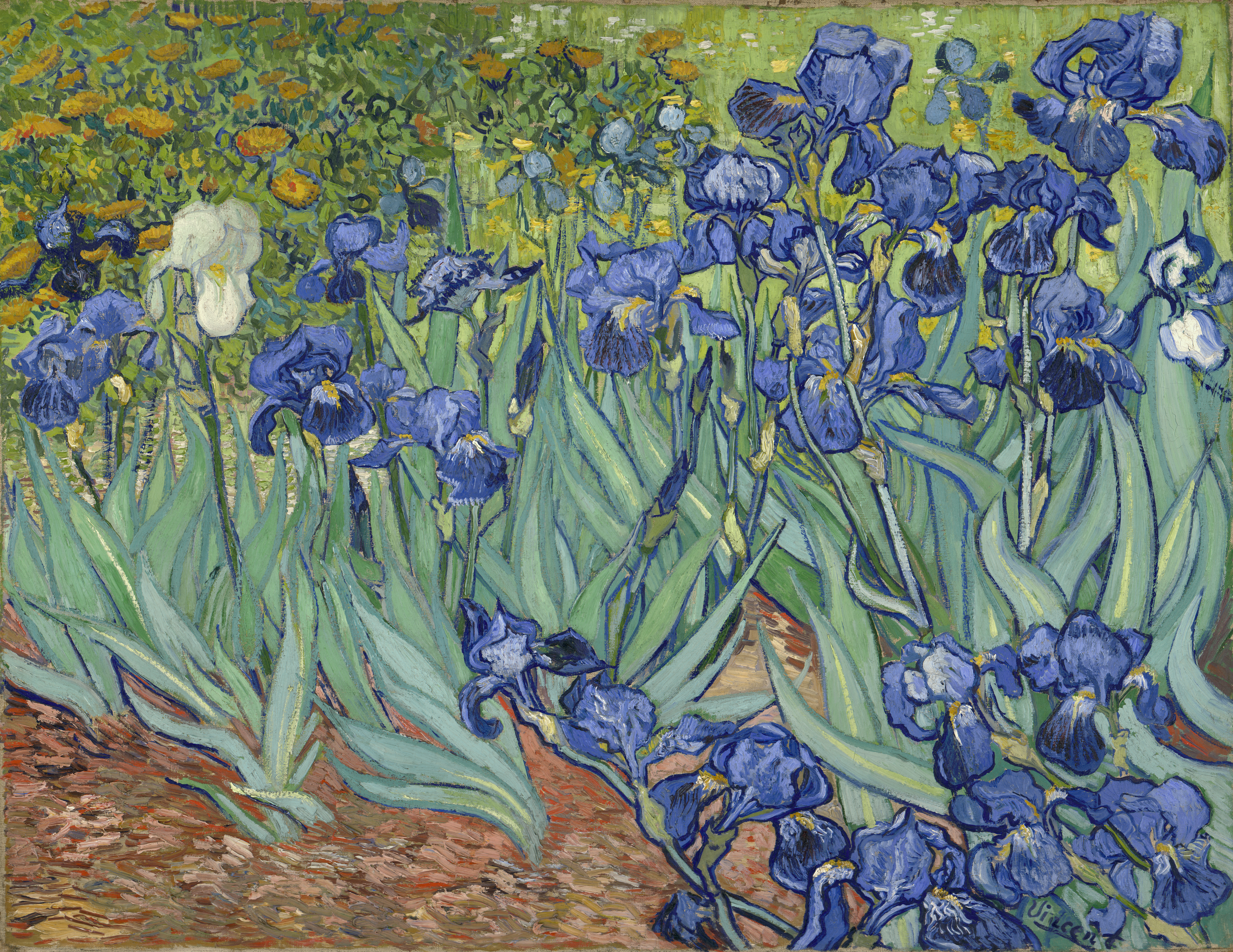
Vincent van Gogh: Iris
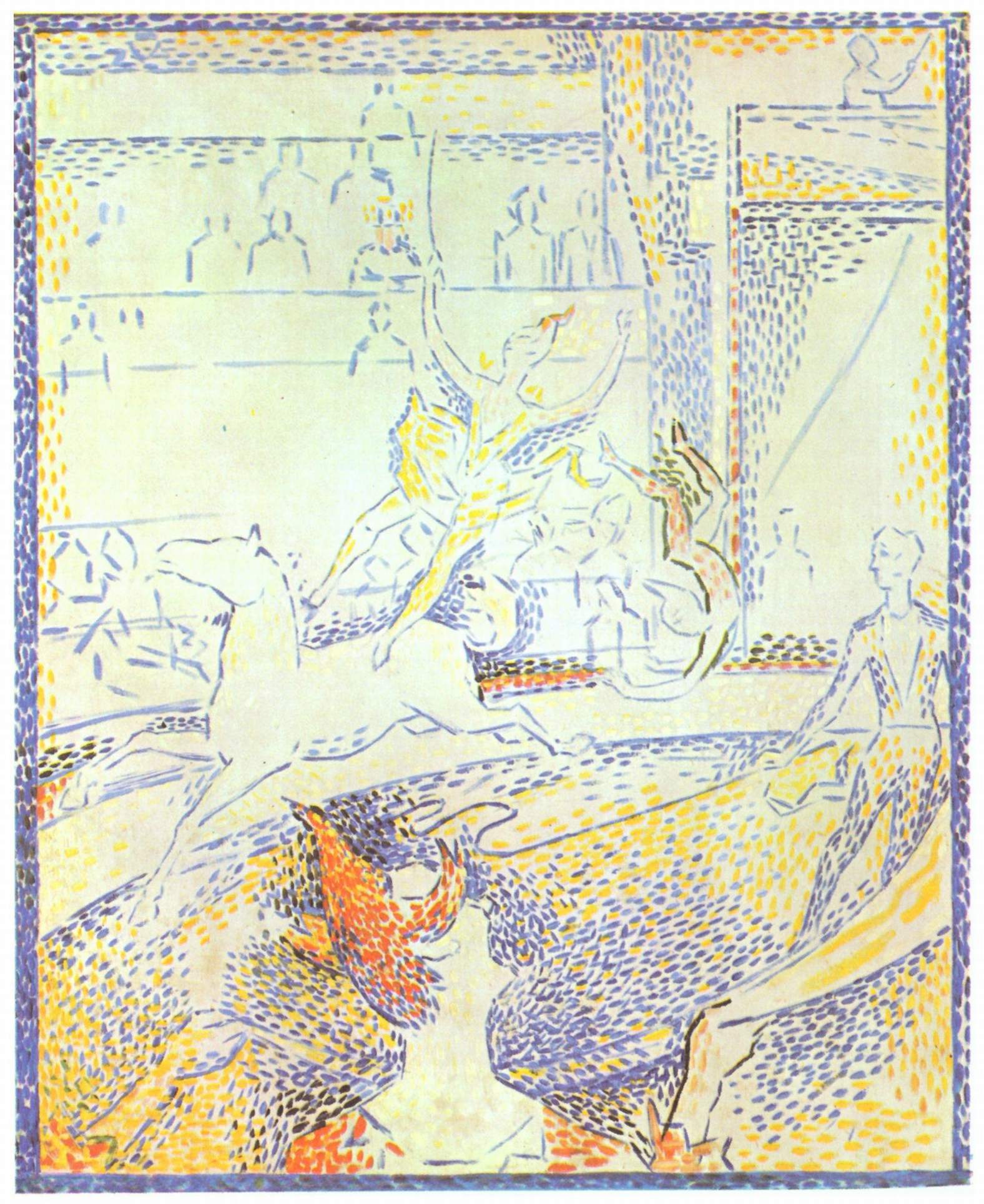
Georges Seurat: Zirkus

## Nachwirkungen
Jacques Doucet ging auch in die Weltliteratur ein: Marcel Proust erwähnt ihn in seinem Roman Auf der Suche nach der verlorenen Zeit:

„D’ailleurs, il y a peu de couturiers, un ou deux, Callot, quoique donnant un peu trop dans la dentelle, Doucet, Cheruit, quelquefois Paquin. Le reste sont des horreurs.“

.